# 非法地帶
《非法地帶》（英語：Out of Death）是一部2021年美國犯罪驚悚片，由麥克·伯恩斯（Mike Burns）執導，布魯斯·威利和潔米·金領銜主演。講述一場意外的犯罪目擊導致一名女子成為腐敗警長部門的追殺目標，只有一位年邁護林員能幫助她。電影2021年7月16日美國院線和VOD上映。

## 演員
- 布魯斯·威利飾演傑克·哈里斯（Jack Harris）[5]
- 潔米·金飾演夏儂·馬瑟斯（Shannon Mathers）[5]
- 拉拉·肯特（Lala Kent）飾演比莉·史丹霍普（Billie Stanhope）[6]
- 泰勒·強·歐森（Tyler Jon Olson）飾演湯姆（Tom）
- 凱莉·格雷森（英语：Kelly Greyson）飾演帕姆·哈里斯（Pam Harris）

## 製作
電影在2020年11月拍攝。為了避免因工會規則和協議而導致停工的風險，劇組加快了拍攝時程，整部電影在武漢肺炎剛爆發後僅用了九天拍完。《非法地帶》是全球隔離後首批投入生產的電影之一。該片原定2020年4月開拍，但因疫情推遲。實驗室的複雜情況阻止了演員和工作人員的拍攝許可，並使製作人員在開拍之前耽誤了幾天的時間。結果，導演麥克·伯恩斯（Mike Burns）在一天內拍完了布魯斯·威利的所有戲份。

## 外部連結
- 互联网电影数据库（IMDb）上《非法地帶》的资料（英文）
- 爛番茄上《非法地帶》的資料（英文）